# 威廉斯堡鎮區 (內布拉斯加州費爾普斯縣)
威廉斯堡鎮區（英語：Williamsburg Township）是位於美國內布拉斯加州費爾普斯縣的一個行政鎮區。

## 地方資料
威廉斯堡鎮區的面積為86.21平方千米，當中陸地面積為86.05平方千米，而水域面積為0.16平方千米。根據2020年美國人口普查的數據，當地共有人口153人，而人口密度為每平方千米1.77人。